# Палладий (Чунарёв)
Отец Палладий в миру Павел Карпович Чунарёв (?—1970) — знаменитый верхнеенисейский пустынник, старообрядец часовенного согласия, игумен Тувинских скитов с 1940-х по 1970 год.

## Биография
Родился в пермской состоятельной крестьянской семье. С ранней юности интересовался богословием. Отказался от брака, хотя на нём настаивали родители.
Согласно местной тувинской легенде в то время ещё Павел Чунарёв появился в верхне-енисейской тайге во время гражданской войны, так как не хотел участвовать в братоубийстве. По другим сведениям появление уже инока Палладия на Верхнем Енисее датируется 1917 годом.
Составленный в Дубчесских скитах «Урало-Сибирский патерик» повествует об о. Палладии, как о человеке, прославившемся чудотворением, он имел дар предвидения, мог отыскать ключ (то есть воду) в безводной горной местности. Был духовным отцом монахинь женских скитов, жил в келье на территории главного из них. Был сторонником теории «чувственного» появления антихриста (то есть появления его во плоти и доступно для восприятия человеческими чувствами за 3,5 года до конца света).
По словам Н. Н. Покровского, лично знавшего старца, отец Палладий был трижды арестован. Обстоятельства одного из арестов сообщает жительница пос. Чодуралыг Анисья Осиповна Старикова. Во второй половине 40-х на отца Палладия была устроена настоящая «охота». «Он раньше хоть выходил припасами запастись …, а тут и выйти никак. Кругом его ловят словно зверя какого-то. Уж лес прочесывали, даже ловушки ставили, да только, видно, Бог его берёг, монаха этого». Поскольку эти методы не дали результата, по-видимому, решено было сменить тактику. Житель Чодуралыга Федот Мартушев уговорил отца Палладия прийти в деревню исповедовать умирающего, отец Палладий отказывался, но пришёл. Появившегося в деревне старца арестовали. Якобы, Федоту Мартушеву за это было обещано ружьё. Другая версия того же ареста, что в 1945 году на отца Палладия донёс И. Ф. Руковицын (выходец из старообрядческой семьи, участник установления Советской власти в Туве, бывший парторг села Ужеп), что он «проводил антисоветскую агитацию и призывал уклоняться от армии». Доказать обвинения не удалось и отца Палладия в конце концов отпустили. При этом И. Ф. Руковицын ставил такой исход дела себе в заслугу, так как он, якобы, советовал отпустить старца и не делать из него мученика.
После двух первых арестов отцу Палладию удалось удачно бежать. Один раз на Красноярской пересылке ему удалось добиться разрешения ездить с сопровождении конвойного на Енисей с бочкой за «своей» водой, что он использовал для успешного побега. Другой побег был осуществлён из пересыльного лагеря под Владивостоком. В одной из ссылок он работал в бригаде плотников и бондарей. Владел несколькими ремёслами: под крышей его кельи были столярная и кузнечно-слесарная мастерские, келья служила одновременно и мастерской по переписке книг, в сенях хранился переплётный инструмент. Отец Палладий сам тачал себе обувь.
Как сообщает Покровский, в конце жизни о. Палладий руководил тувинскими скитами с ведома властей, пообещав, что он не будет больше возражать против службы староверов в армии.

### Библиотека
Археографическая экспедиция Новосибирского университета под руководством Н. Н. Покровского при знакомстве с отцом Палладием в 1966 году обнаружила у него библиотеку в несколько сот книг XVI—XVII веков.

А показать было что! Когда старик подчёркнуто торжественным жестом откинул занавеску из ткани, за ней открылись полки, плотно уставленные десятками старинных томов. Здесь почти не было поздних перепечаток — корешок к корешку стояли издания конца XVI — первой половины XVII в. Хозяин явно умел по своему (но довольно точно) датировать книги и собирал лишь старинные. Все книги — в образцовом порядке. Передавая их мне одну за одной для краткого знакомства (а заодно и проверки, умею ли я определять их названия, назначение), хозяин не преминул напомнить древнее проклятие всем, забывающим закрыть застёжки книги после чтения. И впрямь, ни одной оборванной застёжки, утерянные заменены новыми, на некоторых из них — недавно нанесённый чеканный орнамент. Оторванные части листов аккуратно подклеены и дописаны знакомым уже почерком. Как вскоре оказалось, почерком хозяина этой библиотеки".

### Отношение к фотографии
В Тувинских скитах часовенного согласия бытовало мнение, что «при крещении человек получает невидимое сияние вокруг головы, которое после кончины будет служить ему пропуском в рай; количество такого сияния уменьшается при каждом греховном деянии, а фотоаппарат работает, улавливая и тем самым сокращая это сияние».

### Рекомендованные источники
- Урало-Сибирский патерик: тексты и комментарии: в 3 т. / отв. ред. Н. Н. Покровский; изд. подг. Н. Н. Покровский, О. Д. Журавель, Н. Д. Зольникова. М.: Языки славянской культуры, 2014. Кн. 1, т. 1-2. 462 с